# Corredores Paneuropeos

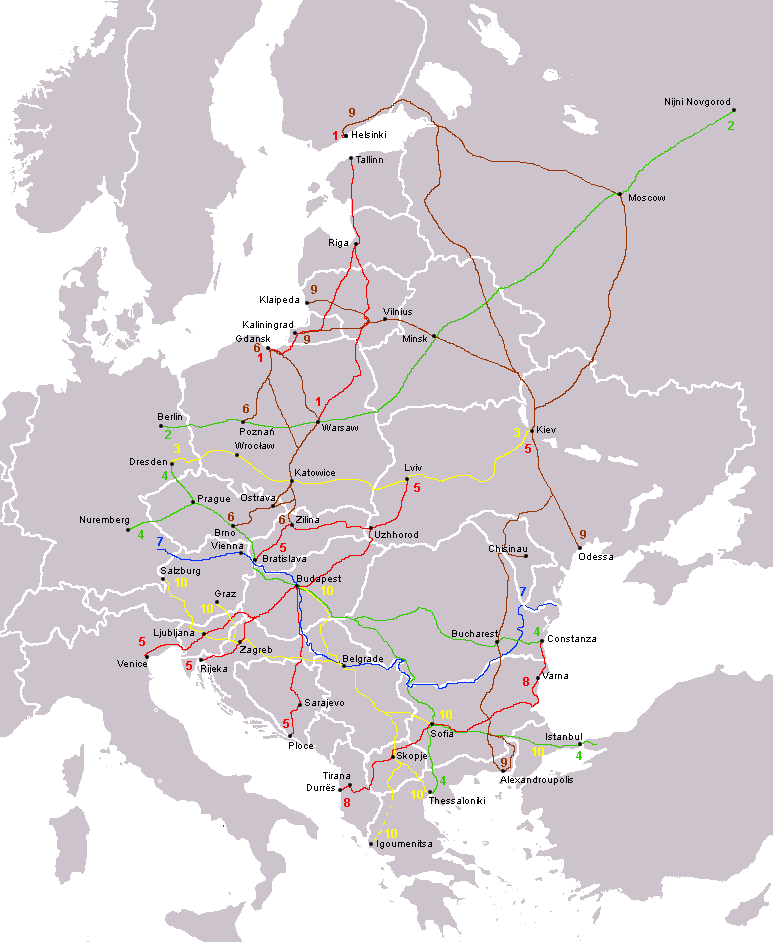
Mapa de los diez corredores Pan-Europeos de transporte.

Los diez corredores paneuropeos de transporte fueron definidos en la II Conferencia Paneuropea de Transporte en Creta, en marzo de 1994, como rutas en Europa central y del este, que requerían una mayor inversión en los siguientes diez o quince años. Se hicieron modificaciones en la tercera conferencia en Helsinki en 1997. Por tanto, estos corredores son llamados a veces como los "corredores de Creta" o "corredores de Helsinki", a pesar de sus localizaciones geográficas. Un décimo corredor fue propuesto después del fin de las hostilidades entre los estados de la antigua Yugoslavia.
Estos corredores en formación son diferentes de las redes de transporte transeuropeas, que incluyen las rutas principales establecidas en la Unión Europea, aunque existen propuestas para combinar los dos sistemas.
| I    | (Norte-Sur) Helsinki - Tallin - Riga - Kaunas y Klaipėda - Varsovia y Gdańsk - Rama A (Via/Ferrocarril Hanseática) - San Petersburgo a Riga a Kaliningrado hacia Gdańsk hacia Lübeck - Via Báltica (E 67) - Helsinki a Varsovia. |
| II   | (Este-Oeste) Berlín - Poznań - Varsovia - Brest - Minsk - Smolensk - Moscú - Nizhni Nóvgorod |
| III  | Bruselas - Aquisgrán - Colonia - Dresde - Breslavia - Katowice - Cracovia - Leópolis - Kiev |
| IV   | Dresde/Núremberg - Praga - Viena - Bratislava - Győr - Budapest - Arad - Bucarest - Constanza / Craiova - Sofía - Tesalónica / Plovdiv - Estambul. |
| V    | (Este-Oeste) Venecia - Trieste/Koper - Liubliana - Maribor - Budapest - Uzhhorod - Leópolis - Kiev. 1600 km de longitud - Rama A - Bratislava - Žilina - Košice - Uzhhorod - Rama B - Rijeka - Zagreb - Budapest - Rama C - Ploče - Sarajevo - Osijek - Budapest                                                                                              |
| VI   | (Norte-Sur) Gdańsk - Katowice - Žilina, con una rama occidental Katowice-Brno. |
| VII  | (El río Danubio) (Noroeste-Sureste) - 2300 km de longitud |
| VIII | Durrës - Tirana - - Skopie - Bitola - Sofía - Dimitrovgrad - Burgas - Varna. 1.300 km de longitud |
| IX   | Helsinki - Vyborg - San Petersburgo - Pskov - Moscú - Kaliningrado - Kiev - Ljubashevka/Rozdilna (Ucrania) - Chisináu - Bucarest - Dimitrovgrad - Alexandroupolis. Una rama va desde Ljubashevka/Rozdilna a Odesa. 3.400 km de longitud. - Rama A - Helsinki a San Petersburgo a Moscú - Rama B - Kaliningrado a Kiev - Rama D - Kaliningrado a Vilna a Minsk |
| X    | Salzburgo - Liubliana - Zagreb - Belgrado - Niš - Skopie - Veles - Tesalónica. - Rama A: Graz - Maribor - Zagreb - Rama B: Budapest - Novi Sad - Belgrado - Rama C: Niš - Sofía - Dimitrovgrado - Estambul vía Corredor IV - Rama D: Veles - Prilep - Bitola - Flórina - Igoumenitsa                                                                          |